# Chris Haslam

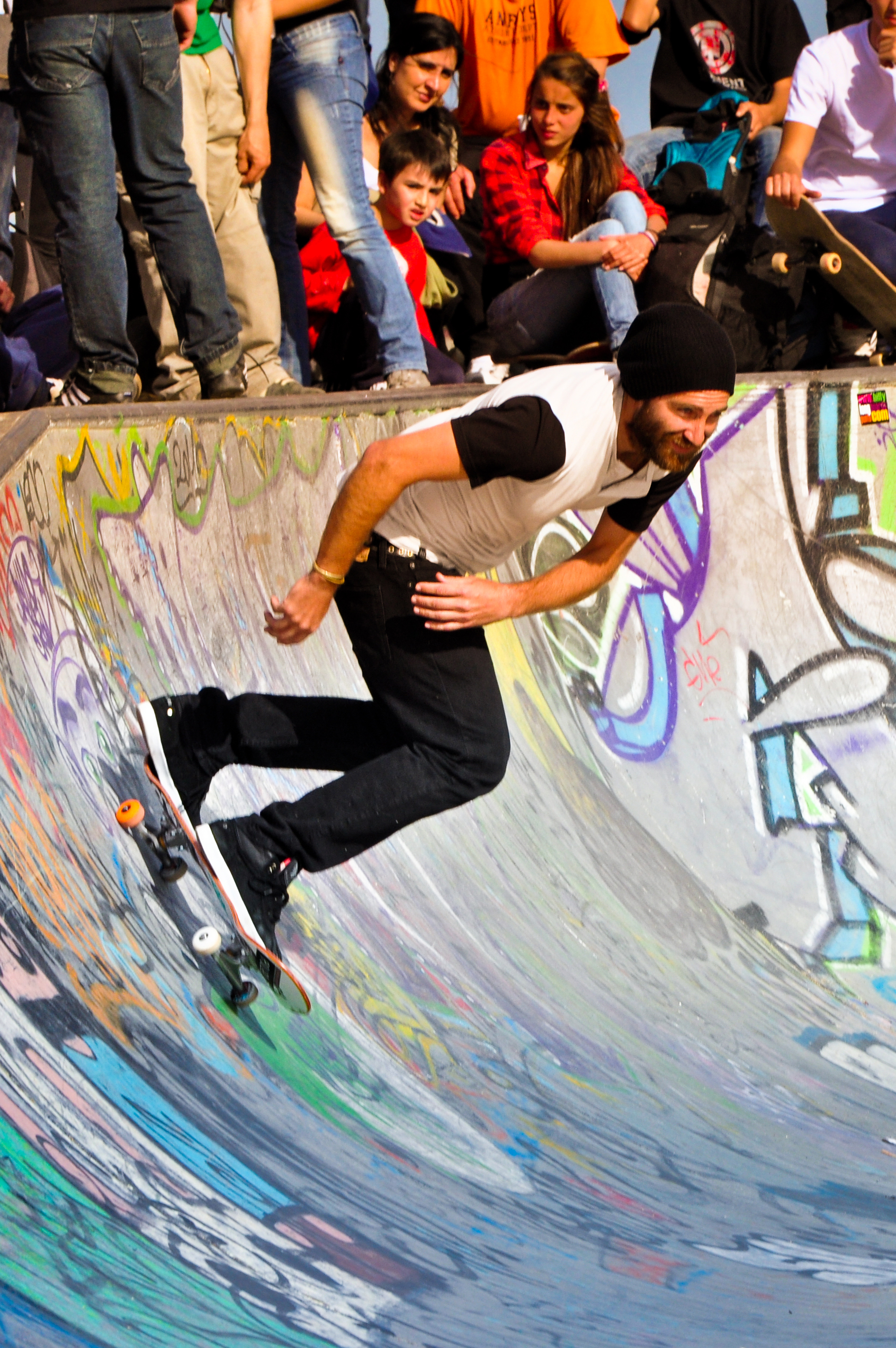
Chris Haslam in 2011

Chris Haslam is een Canadese skateboarder. Hij is in 1980 geboren in Ontario, Canada. Hij begon in 1994 met skateboarden en werd professioneel in 2004. Hij staat goofy, wat betekent dat zijn rechtervoet voor staat op zijn skateboard.

## Prijzen
- 2006 1e Plaats in de Vs Contest van 411VM.
- 2005 Readers Choice in de 7th Annual Transworld Skateboarding Awards.

## Huidige Sponsoren
- Sitka Clothing
- Almost Skateboards
- Independent Trucks
- Globe Footwear
- Momentum Wheels Co.
- IS Designs
- Vestal Watches

## Video's
In 2005 werd Chris' bekendheid groter toen hij voorkwam in Round 3 van Almost Skateboards. In 2006 kwam Cheese & Crackers uit, een experimentele film in een miniramp in een verlaten warenhuis, samen met Daewon Song.